# Tizi Ouzou (tỉnh)
Tizi Ouzou (tiếng Kabyle: Tizi Wezzu) là một tỉnh ở Algérie, được đặt tên theo tỉnh lỵ.

## Các đơn vị hành chính
Tỉnh này gồm 21 huyện và 67 đô thị. Các huyện là:
- Ouafic
- Aïn El Hammam
- Azazga
- Boghni
- Draâ El Mizan
- Ouaguenoun
- Larbaâ Nath Irathen
- Azzefoun
- Tigzirt
- Bouzeguène
- Béni Douala
- Ouadhia
- Maâtka
- Béni Yenni
- Mekla
- Iferhounène
- Tizi Rached
- Tizi Gheni
- Makouda
- Đô thị cấp huyện: Tizi Ouzou